# Iodur d'einsteini(III)
El iodur d'einsteini(III) és un iodur de l'actínid sintètic de l'einsteini, sòlid i de color ambre. La seva fórmula molecular EsI₃ Brilla de color vermell a l'obscuritat a causa de la radioactivitat de l'Einsteini.
Es cristal·litza en el sistema cristal·lí hexagonal en el grup espacial R3 amb els paràmetres de xarxa de a = 753 mp i de c = 2084.5 mp amb sis unitats de fórmula per unitat de cèl·lula. La seva estructura cristal·lina és isotòpica amb la del iodur de bismut.